# ジョージタウン大学ロー・センター

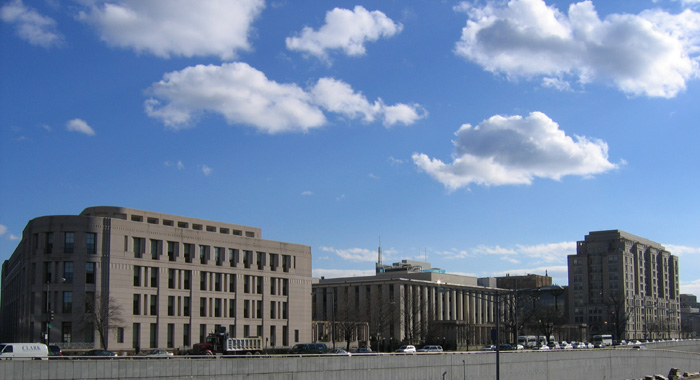
ジョージタウン大学ローセンター

ジョージタウン大学ロー・センター（Georgetown University Law Center, GULC）は、ワシントンD.C.にあるジョージタウン大学のロー・スクール。1870年設立。
全米で2番目に大きいロースクールであり、その提供するプログラムの豊富さや最高裁判所や連邦政府等との近接性を特長としている。ジョージタウン大学ローセンターは、U.S. News and World Reportのロースクールランキングで常に上位14位以内のトップロースクールとして位置づけられている「T14」ロースクールの一つであり、U.S. News Best Law School Rankings(2015年版)では全米13位である。

## 歴史
1870年にジョージタウン大学のロースクールとして開校。ジョージタウン大学ローセンターは全米初のイエズス会系の機関により設立されたロースクールである。1890年に現在のChina Town近郊に移転して以来、ローセンターのキャンパスはジョージタウン大学のメインキャンパス（ジョージタウン地域）とは別の地域に置かれている。ローセンターのキャンパスはNew Jersey Avenueにあり、アメリカ合衆国議会議事堂から北に数ブロック、Union Stationの真西に数ブロックの場所に位置する。

## 評価
同校はU.S. News and World Reportの創刊以来常に上位14以内に位置づけられている「T14」ロースクールの一つであり続けている。
QS World University Rankingsの法学部門において世界17位・全米8位、U.S. NewsのBest Law Schools Rankingにおいて全米13位、実務家が選ぶBusiness Insider誌のThe 50 Best Law Schools In The USにおいて全米5位にランクされている。
とりわけ租税法（Tax Law）においてはU.S. Newsにおいて長年全米2位ないし3位を維持している。そのほかの分野も毎年高評価を得ており、U.S. News（2015年版）ではClinical TrainingとPart-time Lawの分野で全米1位、International Lawの分野で全米3位、Trial Advocacyの分野で全米4位、Health Care Lawの分野で全米7位、Environmental Lawの分野で全米8位、Intellectual Property Lawの分野で全米14位となっている。
Brian Leiter's Law School Rankingsにおいては、ジョージタウン大学ローセンターはその入学難易度、学生の質、そして最高裁判所のclerkship placementsを評価され、全米10位に位置づけられている。そのほか、「Super Lawyers」の輩出数を基準に評価されるThe Super Lawyers Rankingsにおいては全米5位の評価を得ている。

## 課程
| Juris Doctor Programs - Juris Doctor - Global Law Scholars - Public Interest Scholars - Pro Bono Pledge - Clinics - Appellate Litigation Clinic - Center for Applied Legal Studies - The Community Justice Project - Criminal Defense & Prisoner Advocacy Clinic - Criminal Justice Clinic - D.C. Law Students in Court - D.C. Street Law Program - Domestic Violence Clinic - Federal Legislation and Administrative Clinic - Harrison Institute for Housing & Community Development Clinic - Harrison Institute for Public Law - Institute for Public Representation - International Women's Human Rights Clinic - Juvenile Justice Clinic - Joint Degrees - JD/Ph.D Government or Philosophy - JD/Master of Arts Government or Philosophy - JD/MAAS - JD/MAGES - JD/MALAS - JD/MAREES - JD/MASSP - JD/MBA - JD/Professional degrees of public health - JD/Master of Public Policy - JD/Master of Science in Foreign Service - JD/LL.M. in International Business and Economic Law - JD/LL.M. in National Security Law - JD/LL.M. in Securities and Financial Regulation - JD/LL.M. in Taxation - Certificate in Refugees & Humanitarian Emergencies - Certificate in WTO Studies | Graduate Programs - Master of Laws - LL.M. in Global Health Law - Global Health Law Scholars - LL.M. in Global Health Law & International Institutions - Global Health Law Scholars - LL.M. in Individualized Study or General - LL.M. in International Legal Studies - LL.M. in International Business & Economic Law - Institute of International Economic Law - LL.M. in National Security Law - LL.M. in Securities & Financial Regulation - LL.M. in Taxation - Graduate Tax Scholars - Fellowship in State and Local Taxation. - LL.M./Master of International Affairs in International Affairs & Law - Other Graduate Programs - S.J.D. - Employee Benefits Certificate - Estate Planning Certificate - Certificate in International Taxation - Certificate in State and Local Taxation - Certificate in International Arbitration and Dispute Resolution - Certificate in WTO Studies - International Human Rights Law Certificate - Certificate in Refugees & Humanitarian Emergencies - Clinical Graduate Teaching Fellowship - Women's Law and Public Policy Fellowship |

## 出身者
- マーク・ワインバーガー - アーンスト・アンド・ヤング 会長兼最高経営責任者
- マーク・マーフィー - アメリカンフットボール選手、グリーンベイ・パッカーズ最高経営責任者
- ジョージ・コーテルユー - アメリカ合衆国財務長官、アメリカ合衆国郵政長官
- ジョン・ディーン - リチャード・ニクソン大統領法律顧問、ウォーターゲート事件首謀者
- チャールズ・フェイ - アメリカ合衆国国務省法律顧問、アメリカ合衆国訟務長官
- ミッキー・カンター - アメリカ合衆国商務長官、アメリカ合衆国通商代表
- ジェイコブ・ルー - アメリカ合衆国財務長官、アメリカ合衆国大統領首席補佐官
- ロバート・ライトハイザー - アメリカ合衆国通商代表
- ジョン・ポデスタ - アメリカ合衆国大統領首席補佐官、アメリカ合衆国大統領顧問
- マイケル・パウエル - アメリカ合衆国連邦通信委員会委員長
- デニス・チャベス - アメリカ合衆国上院議員
- メイジー・ヒロノ - アメリカ合衆国上院議員、ハワイ州副知事
- パトリック・リーヒ - アメリカ合衆国上院仮議長
- ジョージ・J・ミッチェル - ウォルト・ディズニー・カンパニー会長、アメリカ合衆国上院多数党院内総務
- ミッチ・ダニエルズ - パデュー大学学長、インディアナ州知事、アメリカ合衆国行政管理予算局長
- マイケル・スティール - 共和党全国委員会委員長、デューイ＆ルボーフ法律事務所共同経営者
- ジェローム・パウエル - 連邦準備制度理事会議長、カーライル・グループ共同経営者
- ナンシー・ホグスヘッド - 競泳選手、弁護士、オリンピック金メダリスト、アメリカ法曹協会女性の権利委員会共同副議長
- ジョン・ラッセンホップ - 映画監督
- 井口博 - 弁護士、大阪地方裁判所判事、法務省司法試験考査委員
- 増見淳子 - 東京大学教授